# Шифрес, Александр Львович
Александр Львович Ши́фрес (1898 год, Гродно — 25 сентября 1938 года, Киев) — советский военный деятель, начальник Военно-хозяйственной академии РККА и РККФ. Член Военного совета при наркоме обороны СССР, армейский комиссар 2-го ранга.

## Биография
По национальности — еврей. Студент, окончил один курс Томского университета и школу прапорщиков. С июля 1917 года член РСДРП(б), создатель и руководитель большевистской организации в Витебске, член исполкома местного Совета. В 1917—1918 комиссар по борьбе с контрреволюцией в Томске. В 1918 вернулся в Витебск, член губкома РКП(б). С 1919 — в РККА, начальник политотдела дивизии на Восточном фронте, награждён орденом Красного Знамени. После Гражданской войны окончил Военно-политическое училище и Военно-политическую академию. С 1922 — в Политуправлении РККА, в 1928—1932 годы начальник Военно-политической академии, награждён вторым орденом Красного Знамени. С 1933 — начальник политуправления Кавказской Краснознамённой армии. С 1936 года — начальник Военно-хозяйственной академии РККА и РККФ, член редколлегии журнала «Военный вестник». Член Военного совета при наркоме обороны СССР.
Кандидат в члены ЦК ВКП(б).

## Репрессии
10 ноября 1937 освобождён от должности и через 2 дня арестован. 25 сентября 1938 приговорен Военной коллегией Верховного суда СССР к высшей мере наказания. Расстрелян. 18 мая 1956 реабилитирован.

## Награды
- Два ордена Красного Знамени.